# Cantone di Monségur
Il Cantone di Monségur era una divisione amministrativa dell'arrondissement di Langon.
A seguito della riforma approvata con decreto del 20 febbraio 2014, che ha avuto attuazione dopo le elezioni dipartimentali del 2015, è stato soppresso.

## Composizione
Comprendeva i comuni di:
- Castelmoron-d'Albret
- Cours-de-Monségur
- Coutures
- Dieulivol
- Landerrouet-sur-Ségur
- Mesterrieux
- Monségur
- Neuffons
- Le Puy
- Rimons
- Roquebrune
- Sainte-Gemme
- Saint-Sulpice-de-Guilleragues
- Saint-Vivien-de-Monségur
- Taillecavat